# Michel Camilo
Michel Camilo (Santo Domingo, 4 april 1954) is een uit de Dominicaanse Republiek afkomstige jazzpianist en -componist.

## Biografie

### Achtergrond en carrière
Camilo werd geboren in een muzikaal gezin en toonde als jong kind aanleg voor de accordeon die zijn ouders hem gaven. Hoewel hij van de accordeon hield, was het de piano van zijn grootouders die hem het meest interesseerde, dus op 9-jarige leeftijd vroeg hij zijn ouders om er een te kopen. Hun antwoord was om hem eerst naar de Elementary Music School, onderdeel van het National Conservatory, te sturen en een jaar later om zijn wens in te willigen. Het formele systeem van de muziekschool leerde Camilo spelen in de klassieke stijl en op 16-jarige leeftijd speelde hij met het Nationaal Symfonie Orkest van de Dominicaanse Republiek. Camilo geeft commentaar op zijn eerste ontmoeting met de klanken van jazz, in een interview met de All About Jazz-website:
De eerste keer dat ik jazz hoorde, was toen ik 14 en een half was. Ik hoorde de grote Art Tatum op de radio zijn solo piano vertolking spelen van Tea for Two. Dat viel me meteen op. Ik wilde het gewoon in me opnemen, om die stijl te leren spelen. Toen ontdekte ik dat het jazz was.
Camilo studeerde 13 jaar aan het Nationaal Conservatorium en terwijl hij zijn sterke klassieke vaardigheden ontwikkelde, werd hij ook sterk beïnvloed door de boptraditie en door de hedendaagse jazz van Herbie Hancock, Keith Jarrett, Chick Corea en Amilton Godoy (pianist van het Zimbo Trio). Zijn invloeden in die tijd waren ook Horace Silver, Erroll Garner en de ragtime-muziek van Scott Joplin. Toen de Harvard University Jazz Band de Dominicaanse Republiek bezocht en Camilo hoorde tijdens een jamsessie, moedigde de bandleider hem aan: 'You should be in the States', en zo werd het idee geplant. In 1979 verhuisde Camilo naar New York om te studeren aan het Mannes College en aan The Juilliard School en brak door op het internationale toneel in 1983 toen de pianist van Tito Puente geen concert kon geven op het Montreal Jazz Festival. Op aanbeveling, zonder hem te horen, vroeg Puente Camilo om te spelen. De Cubaanse reedman Paquito D'Rivera zat in het publiek en bood hem een plaats aan in zijn band. Vier jaar lang toerde Camilo internationaal met D'Rivera en nam twee albums met hem op.
Camilo's opkomst als een ster op zich begon rond 1985, het jaar dat hij debuteerde met zijn trio in de Carnegie Hall. In datzelfde jaar toerde hij door Europa met Paquito D'Rivera's kwintet en nam hij zijn eerste album Why Not? op voor het Japanse King Records. Zijn album Suntan / In Trio bevatte een trio met Anthony Jackson op de bas en Dave Weckl op de drums. In 1988 debuteerde Camilo bij het grote platenlabel Sony met de publicatie van Michel Camilo, die een bestseller werd en tien opeenvolgende weken aan de top van jazzalbums stond. Speciale gasten sloten zich aan bij Camilo, zoals percussionist Sammy Figueroa en tapdanser Raul. Andere bestverkochte albums volgden en dat gold ook voor de onderscheidingen, waaronder een Grammy Award en een Emmy Award. Camilo's gezamenlijke album uit 2000 met flamencogitarist Tomatito Spain won het beste Latin Jazz Album bij de eerste Latin Grammy Awards. Camilo is niet alleen een uitstekende artiest, maar ook een getalenteerd componist en heeft partituren geschreven voor verschillende Spaanstalige films, waaronder Los Peores Años de Nuestra Vida en de bekroonde Amo Tu Cama Rica. Camilo toert uitgebreid en geeft lezingen in Europa, de Verenigde Staten en aan het Conservatorium voor Muziek van Puerto Rico. Hij heeft verschillende eredoctoraten, een gasthoogleraarschap en een doctoraat aan het Berklee College of Music en is in zijn thuisland geëerd door te worden benoemd tot Knight of the Heraldic Order of Christopher Columbus en het Silver Cross of the Order of Duarte, Sanchez & Mella.

### Associatie met andere muzikanten
Camilo's vaste trio-bezetting bevatte jarenlang zijn oude vrienden Anthony Jackson op contrabasgitaar en Cliff Almond op drums. Charles Flores bezet de basstoel van het trio sinds hun Grammy-winnende album Live at the Blue Note. De laatste tijd was drummer Dafnis Prieto als onderdeel van zijn trio. Dit nieuwe trio bracht in april 2007 het album Spirit of the Moment uit. Andere muzikanten waarmee hij heeft gespeeld zijn onder meer Tito Puente, Paquito D'Rivera, Dizzy Gillespie, Katia Labèque, Toots Thielemans, Airto Moreira, Chuck Mangione, Stanley Turrentine, Claudio Roditi, Nancy Alvarez, Mongo Santamaría, George Benson, Eddie Palmieri, Jon Faddis, Gonzalo Rubalcaba, Lew Soloff, Tania Maria, Jaco Pastorius, Patato, Randy Brecker, Michael Brecker, Chuck Loeb, Giovanni Hidalgo, Guarionex Aquino, Wynton Marsalis, Dave Valentin, Flora Purim, Delfeayo Marsalis, Chucho Valdés, Joe Lovano, Herbie Hancock, Tomatito, John Patitucci, David Sanchez, Hiromi Uehara, Cachao López, Marcus Roberts, Steve Gadd, Danilo Perez, Gary Burton, Billy Taylor, Dave Weckl, Hilton Ruiz, Roy Hargrove, Romero Lubambo, Niels-Henning Ørsted Pedersen, Leny Andrade, Bireli Lagrene, Marian McPartland, Leonard Slatkin, Arturo Sandoval, Aisha Syed Castro, Béla Fleck, Lou Marini, Cliff Almond, Mark Walker. Camilo is een van de ambassadeurs van Music Traveler GmbH, samen met Billy Joel, Hans Zimmer, John Malkovich, Sean Lennon, Adrien Brody.

## Discografie

### As leader/co-leader
| Jaar opname | Titel                           | Label                            | Opmerkingen |
| ----------- | ------------------------------- | -------------------------------- | --- |
| 1984        | French Toast                    | Electric Bird                    | As French Toast |
| 1985        | Why Not?                        | Electric Bird                    | Met Lew Soloff (trompet), Chris Hunter (altsax, tenorsax), Anthony Jackson (bas), Dave Weckl (drums), Guarionex Aquino en Sammy Figueroa (percussie)                   |
| 1986        | Suntan/In Trio                  | Electric Bird                    | Met Anthony Jackson (bas), Dave Weckl en Joel Rosenblatt (drums) |
| 1988        | Michel Camilo                   | CBS Portrait                     | Met Marc Johnson, Lincoln Goines en Marcus 'Benjy' Johnson (bas), Joel Rosenblatt en Dave Weckl (drums), Mongo Santamaría (conga)                                      |
| 1989        | On Fire                         | Portrait                         | Met Marc Johnson en Michael Bowie (bas), Marvin 'Smitty' Smith, Joel Rosenblatt en Dave Weckl (drums), Sammy Figueroa (conga)                                          |
| 1990        | On the Other Hand               | Epic Records                     | Met Chris Hunter en Ralph Bowen (altsax), Michael Mossman (trompet), Michael Bowie (bas), Cliff Almond (drums), D.K. Dyson (zang), Sammy Figueroa (percussie, conga's) |
| 1991        | Amo Tu Cama Rica                |                                  | Soundtrack |
| 1993        | Rendezvous                      | Columbia Records                 | Met Anthony Jackson (bas), Dave Weckl (drums) |
| 1994        | One More Once                   | Columbia Records                 | Met big band |
| 1996        | Two Much                        |                                  | soundtrack |
| 1997        | Thru My Eyes                    | Columbia Records                 | Met Anthony Jackson, Lincoln Goines en John Patitucci (bas), Cliff Almond en Horacio Hernández (drums)                                                                 |
| 2000        | Spain                           | Verve Records                    | Duo, met Tomatito (gitaar) |
| 2001        | Calle 54                        |                                  | Soundtrack |
| 2001        | Piano Concerto, Suite & Caribe  | Decca Records                    | BBC Symphony Orchestra gedirigeerd door Leonard Slatkin |
| 2002        | Triangulo                       | Telarc International Corporation | Met Anthony Jackson, Horacio Hernández (drums) |
| 2003        | Live at the Blue Note           | Telarc International Corporation | Met Chuck Flores (bas), Horacio Hernández (drums); in concert |
| 2004        | Solo                            | Telarc International Corporation | Solo piano |
| 2006        | Rhapsody in Blue                | Telarc International Corporation | Barcelona Symphony Orchestra |
| 2006        | Spain Again                     | EmArcy Records                   | Duo, met Tomatito (gitaar) |
| 2006        | Spirit of the Moment            | Telarc International Corporation | Trio, met Dafnis Prieto (drums), Charles Flores (bas) |
| 2009        | Caribe - Michel Camilo Big Band |                                  | DVD/CD |
| 2011        | Mano a Mano                     | EmArcy Records                   | Trio, met Charles Flores (bas), Giovanni Hidalgo (percussie) |
| 2013        | What's Up?                      | Okeh Records                     | Solo piano |
| 2016        | Spain Forever                   | Universal                        | Duo, met Tomatito (guitar) |
| 2017        | Live in London                  | Redondo Music                    | Solo piano; in concert |

### Als sideman
- 1996:	Hands of Rhythm - Giovanni Hidalgo